# Peter Hofmann
Peter Hofmann (ur. 12 sierpnia 1940 w Marienbadzie, zm. 30 listopada 2010 w Wunsiedel) – niemiecki śpiewak operowy, tenor.

## Życiorys
W młodości był sportowcem, później zaciągnął się jako żołnierz zawodowy do Bundeswehry. Występował też jako wokalista rockowy. Profesjonalne studia muzyczne odbył w Hochschule für Musik w Karlsruhe. Jako śpiewak operowy zadebiutował w 1972 roku w Lubece w roli Tamina w Czarodziejskim flecie W.A. Mozarta. W 1974 roku został członkiem zespołu opery w Wuppertalu, a w 1975 roku opery w Stuttgarcie. W 1976 roku debiutował na festiwalu w Bayreuth w roli Zygmunda w Walkirii, później kreował tam role m.in. w Lohengrinie i Parsifalu. W 1976 roku wystąpił w Covent Garden Theatre w Londynie (Zygmund w Walkirii), a w 1980 roku w Metropolitan Opera w Nowym Jorku (tytułowa rola w Lohengrinie).
Zasłynął przede wszystkim w repertuarze wagnerowskim, ponadto kreował role m.in. Don Joségo w Carmen, Maxa w Wolnym strzelcu, Florestana w Fideliu, Alfreda w Zemście nietoperza. Jako śpiewak oprócz walorów głosowych odznaczał się także sylwetką, umiejętnością gry aktorskiej i sprawnością fizyczną.
W 1999 roku ze względu na postępującą chorobę Parkinsona zakończył karierę sceniczną.